# Христо Коцев
Христо Коцев, още Попкоцев или Коцов (изписване до 1945 година: Христо попъ Коцевъ), е български учител и революционер, виден деец на десницата на Вътрешната македоно-одринска революционна организация, член на ЦК на ВМОРО. Използва псевдоними като Арнаут Сульо, Ибрик Чауш, Братоев, Момчил, Попчето и Ибиш.

## Биография
Коцев е роден на 5 януари 1869 година в Ново село, Щипско, в Османската империя, днес в Северна Македония. Учи в Ново село и Щип при Коце Шикеринов, Йосиф и Михаил Ковачеви, Александър Попзахариев, Димитър Павлов и други. В 1884 - 1885 година е учител в Кочани. След това една година 1885 - 1886 година учи в Скопие. След това в 1886 година започва да учи в българската гимназия в Солун. След ученически бунт заедно с група свои другари е изключен от гимназията. В началото на 1888 година, с група от 19 души, между които и други бъдещи революционери е привлечен от сръбската пропаганда и продължава образованието си във Великата школа в Белград. След като е подложен там на силен натиск за посърбяване, с приятелите си вдигат нов бунт в 1889 година и отново са изключени. Емигрират групово в България, където той се записва да учи и през 1892 година завършва славянска филология и литература в Софийския университет при Любомир Милетич, Александър Балабанов, Иван Брожка. В София в 1890 година е основавано младежко дружество за подготовка на учители за Македония с членове Дамян Груев, Никола Наумов, Петър Попарсов, Христо Коцев, Димитър Мирчев, Никола Дейков.
В 1891 – 1892 година е учител в Българското духовно училище в Цариград, като същевременно преподава и в четирикласното българско училище във Фенер. Работи като български учител в Цариград до 1894 година, а след това преподава в Скопие (1894 - 1895) и Одрин (1895 - 1896). В Одрин през 1895 година Даме Груев му възлага като един от учителите в Одринската българска мъжка гимназия и член на организацията първи да започне изграждането на комитетската мрежа в Одринска Тракия. Така в началото на 1896 година той и Павел Генадиев основават Одринския революционен комитет, чийто председател става Коцев. През същата година е назначен за учител при Солунската гимназия, където на Солунския конгрес в същата година е избран за член на Централния комитет за периода 1896 – 1897 година.
След неуспешния опит за убийство на предателя Георги Иванов в Щип през юни 1899 година е арестуван е от османските власти заедно с Тодор Лазаров и двамата са осъдени по на 4 години. През януари 1903 година след освобождаването си присъства на Солунски конгрес на ВМОРО (1903). Той е член на Временния централен комитет отново през 1903 – 1904 година.
След саморазпускането на Временния ЦК през пролетта на 1904 година, Попкоцев се установява трайно във Варна, но продължава да се занимава с революционна дейност. Според Михаил Думбалаков в края на 1905 година Коцев е арестуван в Солун заедно с Думбалаков, Петър Попарсов и скопянина Чолаков. През пролетта на 1910 година той е един от дейците, които посредничат при воденето на преговорите между представителите на ВМОРО и БНМОРО.
По време на Балканската война е доброволец в Македоно-одринското опълчение и служи в Нестроевата рота на 9 велешка дружина. Отличен е с орден с корона.
В 1916/1917 година е назначен за директор на Струмишката гимназия, която е преместена в Щип.
Кмет е на Скопие от 1917 до 1918 година.
След войните е гимназиален учител в Провадия в 1918 – 1919 година и във Варна. Член е на Илинденската организация и на Съюза на македонските емигрантски организации, като гравитира към протогеровистите. Пише свои спомени, публикувани в четири поредни броя на списание „Македония“. В статията си от 1926 г. във вестник "Устрем" "Сърби ли са македонските славяни?" споменава, че под сръбски натиск руска етнографска карта е била променена и в резултат на нея вместо славяните в Македония да бъдат представени като българи те са изобразени като "безформени" в национално отношение, доказвайки за пореден път Великосръбската същност на Македонизма.Автор е на книгата „Стари и нови писатели за българите в Македония“, която е издадена в 1933 година във Варна.
Умира на 30 април 1933 година във Варна.